# Liste des plus hauts sommets du Pérou
Cet article dresse une liste des principales montagnes situées au Pérou, en Amérique du Sud.
Cette liste comprend les trente-sept sommets de plus de 6 000 mètres, définis par une hauteur de culminance de 300 m ou plus. Elle a été dressée à partir des données présentes sur les cartes de l'Instituto Geografico Militar péruvien ainsi que dans plusieurs ouvrages spécialisés,. Les altitudes sont celles figurant sur les cartes péruviennes au 1:100 000e et celles du Club alpin autrichien (OeAV) ont été utilisées pour les sommets de la cordillère Blanche (nord et sud) où les cartes de l'IGM sont incomplètes. Les données SRTM ont été reprises par endroits pour confirmer ces altitudes, mais elles sont souvent inadaptées en raison du terrain escarpé.

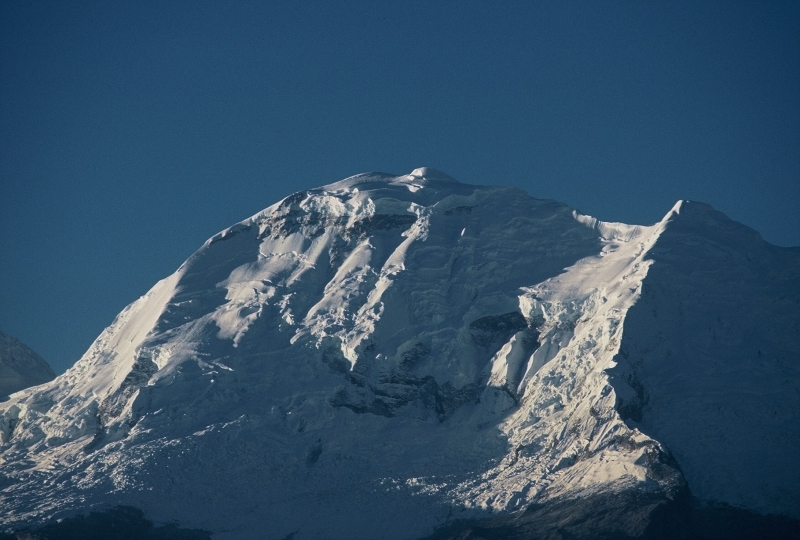
Huascarán Sud

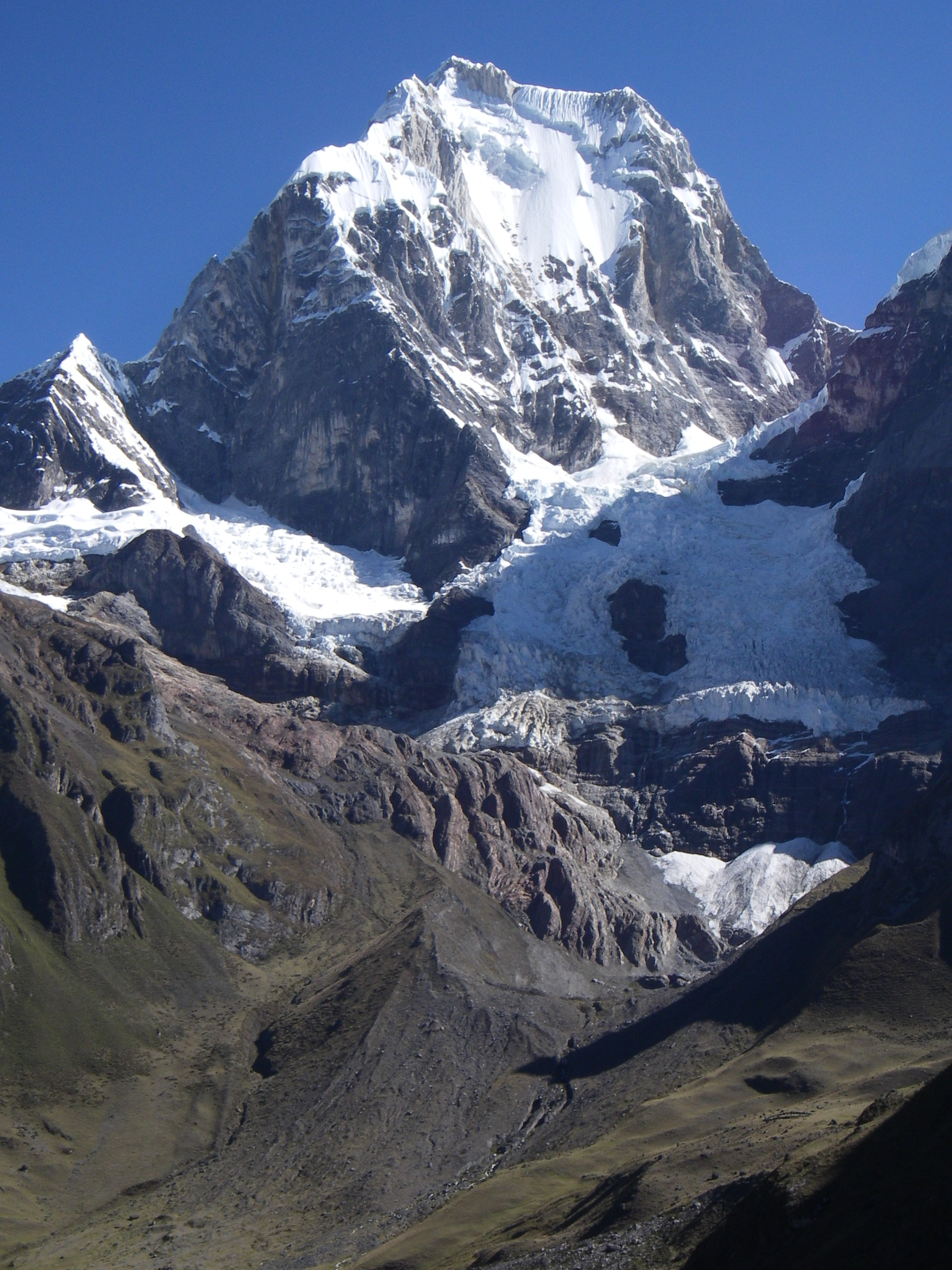
Yerupajá

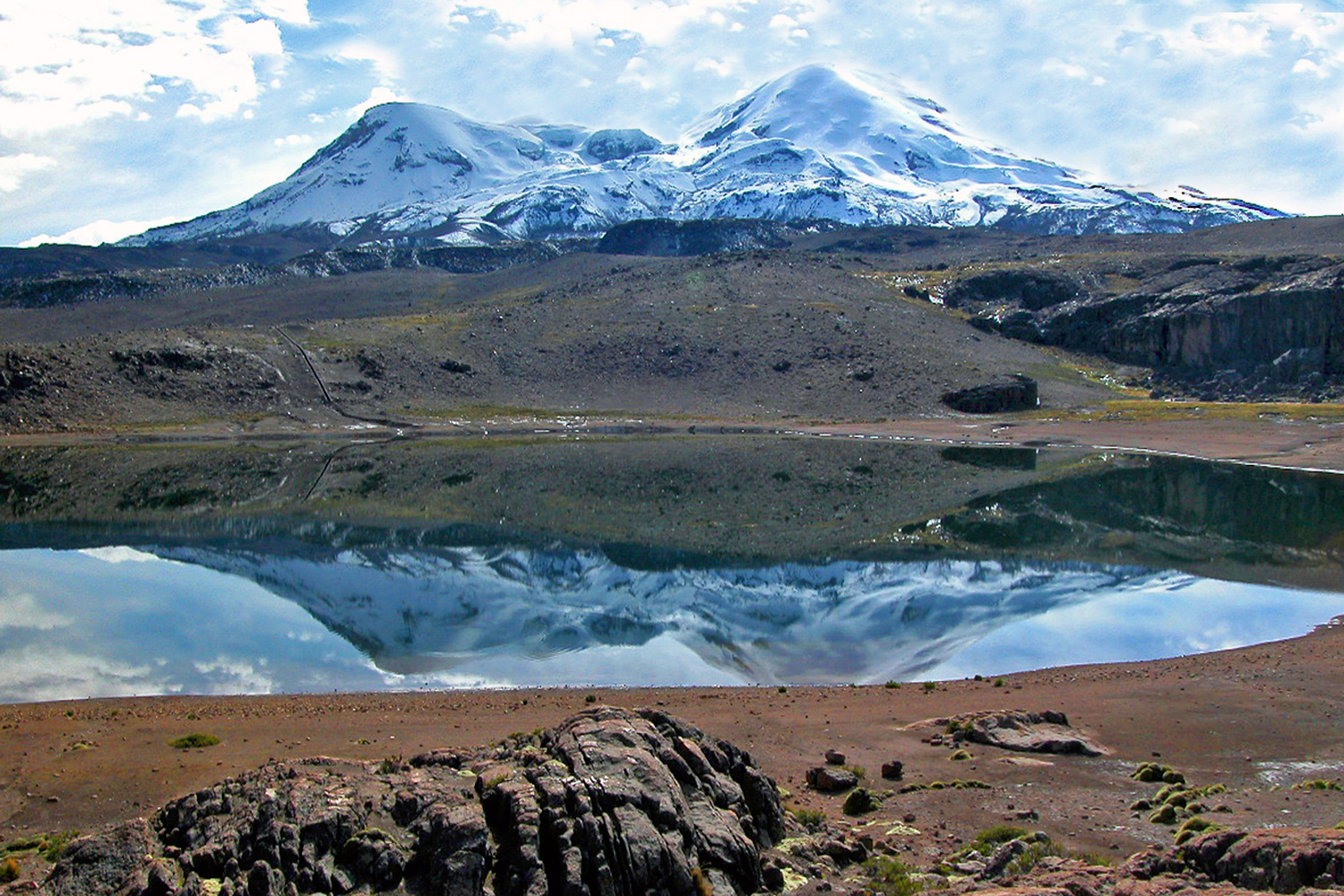
Coropuna

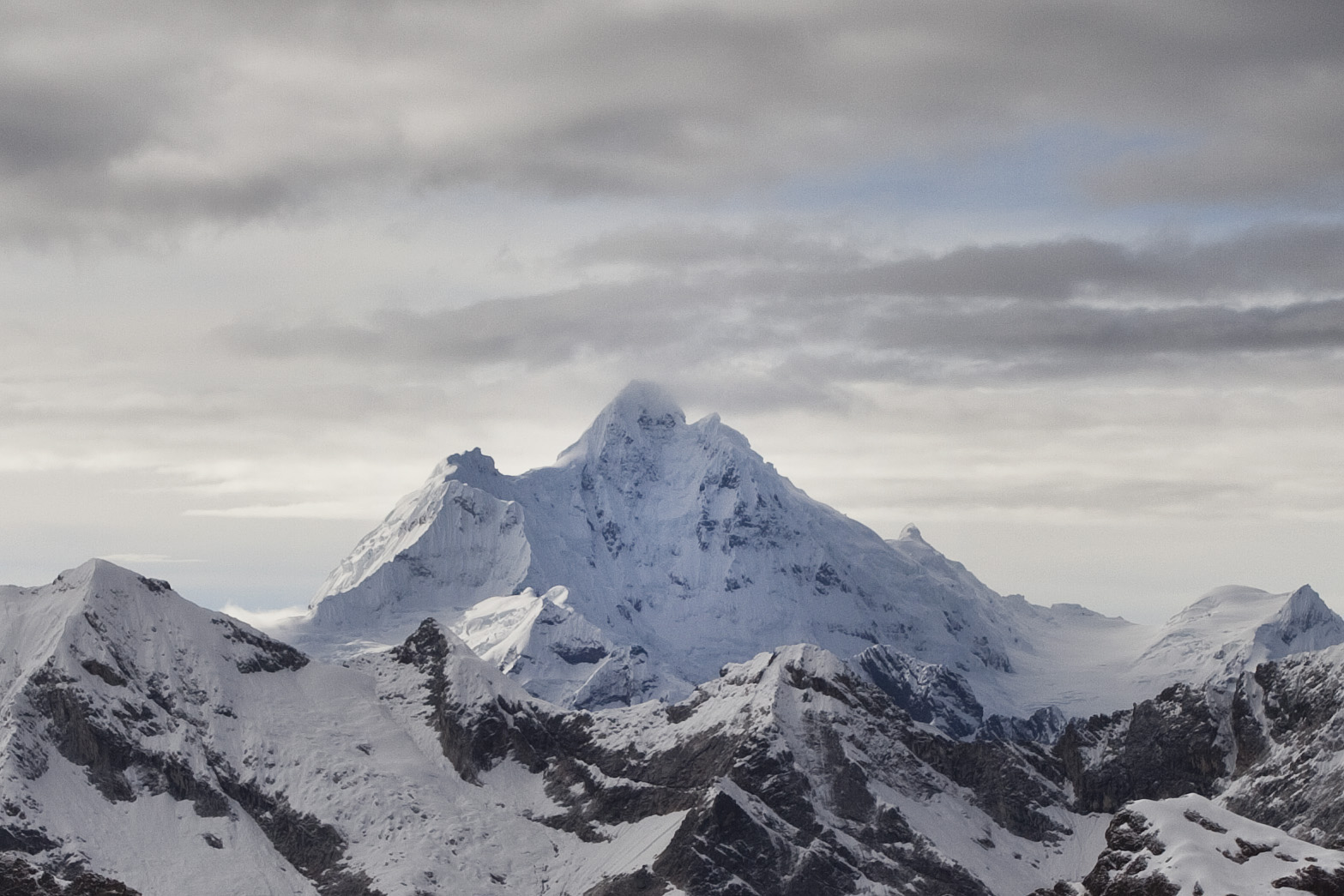
Huantsan

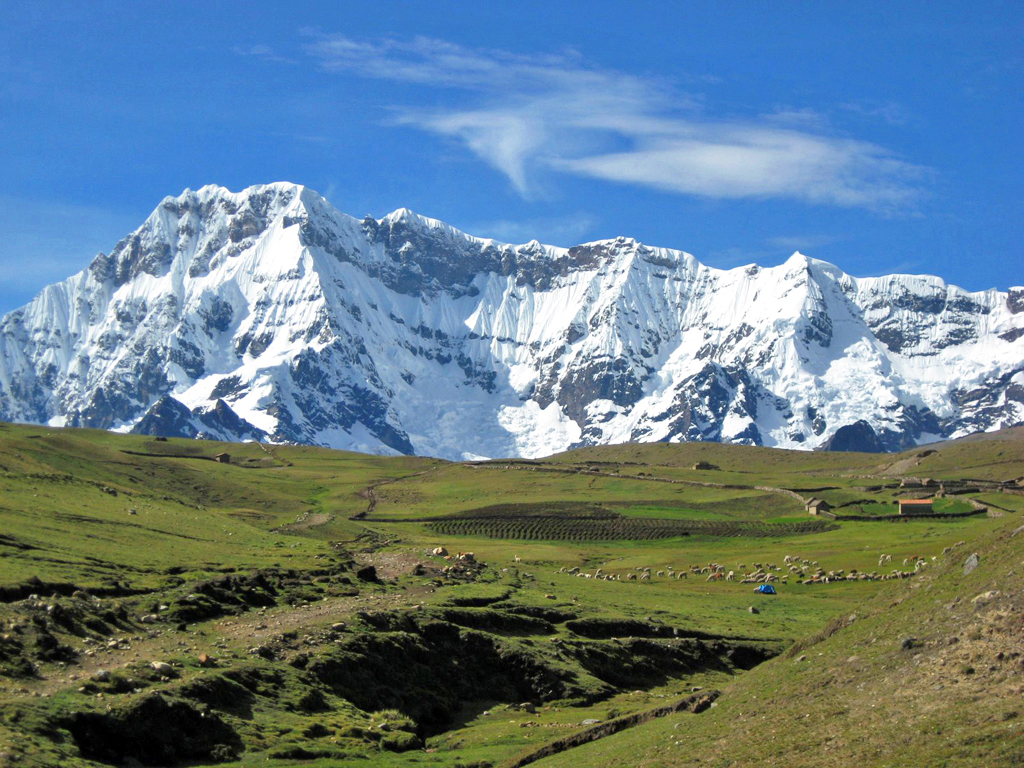
Ausangate

| Montagne                                          | Altitude (mètres) | Région          | Cordillère               |
| ------------------------------------------------- | ----------------- | --------------- | ------------------------ |
| Huascarán Sud                                     | 6768              | Ancash          | Cordillère Blanche       |
| Huascarán Nord                                    | 6655              | Ancash          | Cordillère Blanche       |
| Yerupajá                                          | 6617              | Ancash          | Cordillère Huayhuash     |
| Coropuna                                          | 6425              | Arequipa        | Cordillère Occidentale   |
| Coropuna Casulla                                  | 6377              | Arequipa        | Cordillère Occidentale   |
| Coropuna Est                                      | 6305              | Arequipa        | Cordillère Occidentale   |
| Huandoy                                           | 6395              | Ancash          | Cordillère Blanche       |
| Ausangate                                         | 6372              | Cusco           | Cordillère de Vilcanota  |
| Huantsan (Tunshu)                                 | 6369              | Ancash          | Cordillère Blanche       |
| Chopicalqui                                       | 6345              | Ancash          | Cordillère Blanche       |
| Siula Grande                                      | 6344              | Lima-Huánuco    | Cordillère Huayhuash     |
| Chinchey (Rurichinchay)                           | 6309              | Ancash          | Cordillère Blanche       |
| Ampato                                            | 6288              | Arequipa        | Cordillère Occidentale   |
| Palcaraju (Pallqarahu)                            | 6274              | Ancash          | Cordillère Blanche       |
| Salcantay                                         | 6271              | Cusco           | Cordillère de Vilcabamba |
| Pomabamba                                         | 6258              | Ancash          | Cordillère Blanche       |
| Pukarahu (Santa Cruz)                             | 6241              | Ancash          | Cordillère Blanche       |
| Copa (Carhuacatac)                                | 6188              | Ancash          | Cordillère Blanche       |
| Ranrapalca (Ranrapallqa)                          | 6162              | Ancash          | Cordillère Blanche       |
| Huandoy Sud                                       | 6160              | Ancash          | Cordillère Blanche       |
| Pucaranra                                         | 6147              | Ancash          | Cordillère Blanche       |
| Sarapo                                            | 6143              | Huánuco-Lima    | Cordillère Huayhuash     |
| Huichajanga                                       | 6127              | Ancash          | Cordillère Blanche       |
| Hualcán                                           | 6126              | Ancash          | Cordillère Blanche       |
| Jirishanca                                        | 6126              | Ancash-Huánuco  | Cordillère Huayhuash     |
| Wallqan (Rahupakinan)                             | 6122              | Ancash          | Cordillère Blanche       |
| Yerupaja Chico                                    | 6121              | Ancash          | Cordillère Huayhuash     |
| Qullpa Ananta (Callangate, Cayangate ou Chimboya) | 6110              | Cusco           | Cordillère de Vilcanota  |
| Chakrarahu                                        | 6108              | Ancash          | Cordillère Blanche       |
| Chumpi (Hatunrit'i Ñañaluma Wisk'achani Yanaluma) | 6106              | Cusco           | Cordillère de Vilcanota  |
| Colquecruz (Allqamarinayuq ou Qullqi Cruz)        | 6102              | Cusco           | Cordillère de Vilcanota  |
| Jirishanca                                        | 6094              | Ancash-Huánuco  | Cordillère Huayhuash     |
| Hatunuma (Pico Tres)                              | 6093              | Cusco           | Cordillère de Vilcanota  |
| Solimana                                          | 6093              | Arequipa        | Cordillère Occidentale   |
| Pumasillo                                         | 6070              | Cuzco           | Cordillère de Vilcabamba |
| Chachani                                          | 6057              | Arequipa        | Cordillère Occidentale   |
| Yayamari (Montura)                                | 6049              | Cusco           | Cordillère de Vilcanota  |
| Pucajirca                                         | 6046              | Ancash          | Cordillère Blanche       |
| Chawpi Urqu                                       | 6044              | Puno- Bolivie   | Cordillère d'Apolobamba  |
| Rasac                                             | 6040              | Ancash-Lima     | Cordillère Huayhuash     |
| Quitaraju                                         | 6040              | Ancash          | Cordillère Blanche       |
| Kitarahu                                          | 6036              | Ancash          | Cordillère Blanche       |
| Tocllaraju                                        | 6034              | Ancash          | Cordillère Blanche       |
| Hualca Hualca                                     | 6025              | Arequipa        | Cordillère Occidentale   |
| Artesonraju                                       | 6025              | Ancash          | Cordillère Blanche       |
| Qaras                                             | 6025              | Ancash          | Cordillère Blanche       |
| Huilayoc                                          | 6007              | Cuzco           | Cordillère de Vilcanota  |
| Lasanayoc                                         | 6000              | Cuzco           | Cordillère de Vilcanota  |
| Sacsarayoc                                        | 5994              | Cuzco           | Cordillère de Vilcanota  |
| Sabancaya                                         | 5976              | Arequipa        | Cordillère d'Ampato (es) |
| Alpamayo                                          | 5947              | Ancash          | Cordillère Blanche       |
| Huamantay                                         | 5917              | Cuzco           | Cordillère de Vilcanota  |
| Veronica (en)                                     | 5893              | Région de Cuzco | Cordillère d'Urubamba    |
| Pyramide de Garcilaso                             | 5885              | Ancash          | Cordillère Blanche       |
| Rondoy                                            | 5870              | Ancash-Huánuco  | Cordillère Huayhuash     |
| Saguasiray                                        | 5850              | Région de Cuzco | Cordillère d'Urubamba    |
| Panta                                             | 5840              | Cuzco           | Cordillère de Vilcanota  |
| Taulliraju                                        | 5830              | Ancash          | Cordillère Blanche       |
| Soray                                             | 5780              | Cuzco           | Cordillère de Vilcanota  |
| Alcachaya                                         | 5779              | Cuzco           | Cordillère de Vilcanota  |
| Quishuar                                          | 5775              | Cuzco           | Cordillère de Vilcanota  |
| Tsacra Chico                                      | 5774              |                 | Cordillère Huayhuash     |
| Champarra                                         | 5754              | Ancash          | Cordillère Blanche       |
| Nevado Pisco                                      | 5752              | Ancash          | Cordillère Blanche       |
| Mitri                                             | 5750              | Cuzco           | Cordillère de Vilcanota  |
| Verónica                                          | 5750              | Région de Cuzco | Cordillère d'Urubamba    |
| Pachanta                                          | 5727              | Cuzco           | Cordillère de Vilcanota  |
| Capana                                            | 5725              | Cuzco           | Cordillère de Vilcanota  |
| Camballa                                          | 5720              | Cuzco           | Cordillère de Vilcanota  |
| Pichu Pichu                                       | 5664              | Arequipa        |                          |
| Campa                                             | 5611              | Cuzco           | Cordillère de Vilcanota  |
| Ninashanca                                        | 5607              | Huánuco         | Cordillère Huayhuash     |
| Nevado Mismi                                      | 5597              | Arequipa        | Cordillère Chila         |
| Yuracsaya                                         | 5577              | Cuzco           | Cordillère de Vilcanota  |
| Ishinca                                           | 5530              | Ancash          | Cordillère Blanche       |
| Media Luna                                        | 5527              | Région de Cuzco | Cordillère d'Urubamba    |
| Chequetacarpo                                     | 5520              | Cuzco           | Cordillère de Vilcanota  |
| Sara Sara                                         | 5505              | Ayacucho        | Cordillère d'Ampato (es) |
| Quinamari                                         | 5483              | Cuzco           | Cordillère de Vilcanota  |
| Huayanay                                          | 5464              | Cuzco           | Cordillère de Vilcanota  |
| Yanapaccha                                        | 5460              | Ancash          | Cordillère Blanche       |
| Surimani                                          | 5450              | Cuzco           | Cordillère de Vilcanota  |
| Firura                                            | 5447              | Arequipa        | Cordillère d'Ampato (es) |
| Huarancante                                       | 5426              | Arequipa        | Cordillère d'Ampato (es) |
| Kunurana                                          | 5420              | Puno            | Cordillère la Raya       |
| Puscanturpa (Puskan T'urpu)                       | 5400              | Huánuco-Lima    | Cordillère Huayhuash     |
| Sirijuani                                         | 5400              | Région de Cuzco | Cordillère d'Urubamba    |
| Cancán                                            | 5400              | Région de Cuzco | Cordillère d'Urubamba    |
| Terjuay                                           | 5380              | Région de Cuzco | Cordillère d'Urubamba    |
| Marconi                                           | 5340              | Région de Cuzco | Cordillère d'Urubamba    |
| Halancoma                                         | 5309              | Région de Cuzco | Cordillère d'Urubamba    |
| Calchis                                           | 5298              |                 | Cordillère d'Ampato (es) |
| Chicón                                            | 5200              | Région de Cuzco | Cordillère d'Urubamba    |

### Sources et bibliographie
- (es) INEI, Perú, Perú : Compendio Estadístico 2005, Lima, Instituto Nacional de Estadística e Informática, 2005, 22 p.